# País insular

Países insulares no mundo: em verde estão os que têm fronteiras terrestres e em azul os que não têm

Um país insular é um país independente cujo território é composto de uma ilha ou um grupo de ilhas. Aproximadamente 25% de todos os países independentes são países insulares. Os países insulares são historicamente mais estáveis do que muitos estados continentais, mas são vulneráveis à conquista por superpotências navais. A Indonésia é o maior e mais populoso país insular do mundo.
Há grandes variações entre as economias dos países insulares: elas podem depender principalmente de indústrias extrativas, como mineração, pesca e agricultura, e/ou de serviços como centros de trânsito, turismo e serviços financeiros. Muitas ilhas têm geografias baixas e suas economias e centros populacionais se desenvolvem ao longo das planícies costeiras e portos; esses Estados podem ser vulneráveis aos efeitos das mudanças climáticas, especialmente o aumento do nível do mar.
Ilhas e arquipélagos remotos ou significativos que não são soberanos são muitas vezes conhecidos como dependências ou territórios ultramarinos.

## Recursos naturais
Muitos pequenos países insulares em desenvolvimento dependem fortemente do peixe para o seu principal abastecimento alimentar. Alguns estão se voltando para a energia renovável - como energia eólica, energia hidrelétrica, energia geotérmica e biodiesel do óleo de copra - para se defender contra potenciais aumentos nos preços do petróleo.

## Guerra
Os países insulares têm sido muitas vezes a base da conquista marítima e da rivalidade histórica entre outros países. Os países insulares são mais suscetíveis a ataques de grandes países continentais devido ao seu tamanho e dependência de linhas de comunicação marítimas e aéreas. Muitos países insulares também são vulneráveis à predação por mercenários e outros invasores estrangeiros, embora seu isolamento também os torne um alvo difícil.

## Definição
Há dois tipos de país insular. Um grupo é formado por países de considerável extensão territorial e/ou densamente povoados, como Indonésia, Japão, Sri Lanka, Filipinas, Cuba, Reino Unido e Madagascar. O outro grupo é formado por pequenos países como Malta, Comores, Bahamas, Tonga e Maldivas. A Austrália não está listada como país insular por ser a parte maior e principal do continente - a Oceania.

## Países insulares
Os países insulares podem ser divididos também em arquipélagos ou países de uma ou poucas ilhas principais (marcados com (P) a seguir).
- Antígua e Barbuda (P)
- Bahamas
- Barbados (P)
- Barém (P)
- Brunei (P)
- Cabo Verde
- Chipre (P)
- Comores (P)
- Cuba (P)
- Dominica (P)
- Estados Federados da Micronésia
- Fiji
- Filipinas
- Granada (P)
- Haiti (P)
- Indonésia
- Ilhas Cook
- Ilhas Marshall
- Ilhas Salomão
- Irlanda (P)
- Islândia (P)
- Jamaica (P)
- Japão
- Madagascar (P)
- Maldivas
- Malta (P)
- Maurício
- Nauru (P)
- Niue (P)
- Nova Zelândia (P)
- Palau
- Papua-Nova Guiné
- Quiribáti
- Reino Unido (P)
- República Dominicana (P)
- Samoa (P)
- Santa Lúcia (P)
- São Cristóvão e Neves
- São Tomé e Príncipe (P)
- São Vicente e Granadinas (P)
- Seicheles
- Seri Lanca (P)
- Singapura (P)
- Taiwan (P)
- Timor-Leste (P)
- Tonga (P)
- Trindade e Tobago (P)
- Tuvalu
- Vanuatu